# Посёлок центральной усадьбы совхоза «Озёры»
Посёлок центральной усадьбы совхоза «Озёры» — сельский населённый пункт в городском округе Коломна Московской области России. 
До 2020 года входил в городской округ Озёры, до 2015 года — в городское поселение Озёры Озёрского района, до муниципальной реформы 2006 года — в Тарбушевский сельский округ Озёрского района. 
Расположен в центральной части территории бывшего Озёрского района, с востока примыкает к городу Озёры. Ближайший сельский населённый пункт — село Горы.

## Население
| 2002 | 2006  | 2010  |
| ---- | ----- | ----- |
| 2039 | ↗2070 | ↘2038 |

Численность населения составляет 2038 жителей (2010 год). 